# Les Apprentis Jedi

Les Apprentis Jedi (titre original : Jedi Apprentice) est une série de vingt romans, tous écrits par Jude Watson, à l'exception du premier volume, Premières Armes qui lui a été écrit par Dave Wolverton. En France, les livres sont édités chez Pocket Junior et traduits par Patrick Eris. Ces romans sont placés dans l'univers Légendes de Star Wars

## Résumé
La série traite des aventures de Qui-Gon Jinn et Obi-Wan Kenobi avant les événements de La Menace fantôme.
Les deux romans Les Apprentis Jedi : Édition spéciale, précédèrent la publication de la série Jedi Quest et font le lien entre les deux séries.

## An -44
1. Premières Armes, Pocket Jeunesse, 2002 ((en) The Rising Force, 1999) (Dave Wolverton)
2. La Menace surgie du passé, Pocket Jeunesse, 2002 ((en) The Dark Rival, 1999) (Jude Watson)

En l'an -45, le jeune Obi-Wan Kenobi, destiné à mettre ses dons de Jedi au profit du Corps Agricole de Bandomeer va croiser le chemin de Xanatos, le précédent Padawan de Qui-Gon Jinn. Ce dernier, malgré les conseils de Yoda et les liens qui l'unissent au jeune apprenti, s'obstine à ne pas prendre Obi-Wan comme son Padawan. Pourtant, ils devront combattre ensemble Xanatos, resurgi d'un passé qui hante Qui-gon Jinn uniquement dans le but de se venger.
1. Les Voleurs de mémoire, Pocket Jeunesse, 2002 ((en) The Hidden Past, 1999) (Jude Watson)
2. La Marque royale, Pocket Jeunesse, 2002 ((en) The Mark of the Crown, 1999) (Jude Watson)
3. Jedi contre Jedi, Pocket Jeunesse, 2002 ((en) The Defenders of the Dead, 1999) (Jude Watson)
4. L’Heure du choix, Pocket Jeunesse, 2002 ((en) The Uncertain Path, 2000) (Jude Watson)
5. Le Temple assiégé, Pocket Jeunesse, 2003 ((en) The Captive Temple, 2000) (Jude Watson)
6. Le Jour du jugement, Pocket Jeunesse, 2003 ((en) The Day of Reckoning, 2000) (Jude Watson)

## An -43
1. Le Combat pour la vérité, Pocket Jeunesse, 2003 ((en) The Fight for Truth, 2000) (Jude Watson)
2. La Paix menacée, Pocket Jeunesse, 2003 ((en) The Shattered Peace, 2000) (Jude Watson)
3. Chasseuse de primes, Pocket Jeunesse, 2003 ((en) The Deadly Hunter, 2000) (Jude Watson)
4. Danger mortel, Pocket Jeunesse, 2003 ((en) The Evil Experiment, 2001) (Jude Watson)
5. Périlleux Sauvetage, Pocket Jeunesse, 2004 ((en) The Dangerous Rescue, 2001) (Jude Watson)

## Ans -41 à -29
- Édition spéciale I : Trahisons, Pocket Jeunesse, 2005 ((en) Special Edition I: Deceptions, 2001) (Jude Watson)

La première partie de l'histoire se situe entre les romans Périlleux Sauvetage et Les Liens les plus forts, tandis que la seconde partie se situe au début de la seconde série de romans Star Wars de Jude Watson : Jedi Quest.

## An -40
1. Les Liens les plus forts, Pocket Jeunesse, 2004 ((en) The Ties That Bind, 2001) (Jude Watson)
2. La Fin de l'espoir, Pocket Jeunesse, 2004 ((en) The Death of Hope, 2001) (Jude Watson)
3. Désir de vengeance, Pocket Jeunesse, 2004 ((en) The Call to Vengeance, 2001) (Jude Watson)
4. L'Unique Témoin, Pocket Jeunesse, 2004 ((en) The Only Witness, 2002) (Jude Watson)
5. Les Erreurs du passé, Pocket Jeunesse, 2004 ((en) The Threat Within, 2002) (Jude Watson)

## Ans -39 à -28
- Édition spéciale II : Les Disciples noirs, Pocket Jeunesse, 2005 ((en) Special Edition II: The Followers, 2002)  (Jude Watson)

La première partie de l'histoire se situe après le dernier volume de la série, Les Erreurs du passé, tandis que la seconde partie se situe au début de la seconde série de romans Star Wars de Jude Watson : Jedi Quest.